# Max Giaco
Maximiliano Giaconía (Buenos Aires, 23 de julio de 1993), más conocido como Max Giaco, es un ilusionista, mentalista, y conferencista argentino especializado en mentalismo, que se caracteriza por incluir psicología, comunicación no verbal y neurociencias en sus charlas y presentaciones.

## Trayectoria
Comenzó a estudiar ilusionismo a los 12 años por medio de libros y asistiendo a cursos, clases particulares, seminarios y conferencias. A los 15 años empezó a actuar en congresos ante magos profesionales. Luego inició su carrera profesional actuando en fiestas privadas, bares y eventos diversos. 
En el 2011 participó del evento «Mágica Buenos Aires» organizado por el Ministerio de Cultura de la Ciudad de Buenos Aires, en el marco de un homenaje a René Lavand en el que diversos medios lo catalogaron como «la revelación mágica del momento».
Actuó en TEDxJoven@RíodelaPlata 2012, evento al que asistieron más de 1500 personas y fue declarado de interés cultural y educativo por el Gobierno de la Ciudad Autónoma de Buenos Aires. Ese mismo año participó en TEDxUBA haciendo una presentación sobre magia y matemática junto con Andrés Rieznik con quien luego realizó una temporada de más de 100 presentaciones en Tecnópolis con su show “Matemagia”.
En el 2013 el espectáculo «Matemagia» fue incluido en Matbaires, un festival de matemática y arte organizado por el Ministerio de Cultura de la Nación, al que concurrieron más de diez mil personas
Ese mismo año colaboró con el Laboratorio de Neurociencia de la Universidad Torcuato Di Tella e investigadores del CONICET en una investigación dirigida por Mariano Sigman sobre la ceguera introspectiva para determinar la libertad de las elecciones. Durante los experimentos se utilizaron técnicas de ilusionismo para influir o modificar las decisiones de los participantes.
En el año 2016 fue convocado por History Channel para participar de la serie «Sugestiones, la ciencia del engaño».
En marzo de 2019 presentó en TEDxGualeguaychú una charla y espectáculo sobre la relación entre la magia y la mente y cómo puede la magia ayudar a las neurociencias.
Dictó un curso para el instituto Baikal cubriendo distintas ramas de la magia con énfasis en sus fundamentos psicológicos.
Para que el espectador pueda asombrarse con la magia, en primera instancia tiene que hacer un proceso intelectual. Recién después de eso viene el impacto emocional. Los ilusionistas explotamos sesgos cognitivos, manipulamos la memoria y la atención y prevemos la conducta en ciertas situaciones. También inducimos a tomar ciertas decisiones.
Realizó numerosas apariciones televisivas en los programas Polémica en el bar de América TV, Con amigos así de KZO.
El 29 de marzo de 2022 participó como invitado en El hotel de los famosos, reality show de eltrece, en donde realizó un show de mentalismo para los participantes.
En marzo del 2023 volvió a tomar parte en la segunda edición del programa.
Fue semifinalista de Got Talent Argentina, que inició su cuarta temporada en octubre del 2023. Durante su paso por el programa, presentó actos de mentalismo que le valieron devoluciones positivas de los jurados (entre ellos Abel Pintos y Florencia Peña), así como la mención por parte de diferentes medios gráficos.
Durante su último acto en el programa hizo pública su experiencia al descubrir que padece una condición neurológica conocida como TDAH. Tras ello fue ovacionado por el público, y los jurados se manifestaron emocionados. Algunos medios reivindicaron su presentación como un acto de concientización sobre la salud mental y la diversidad.